# Italienii din România

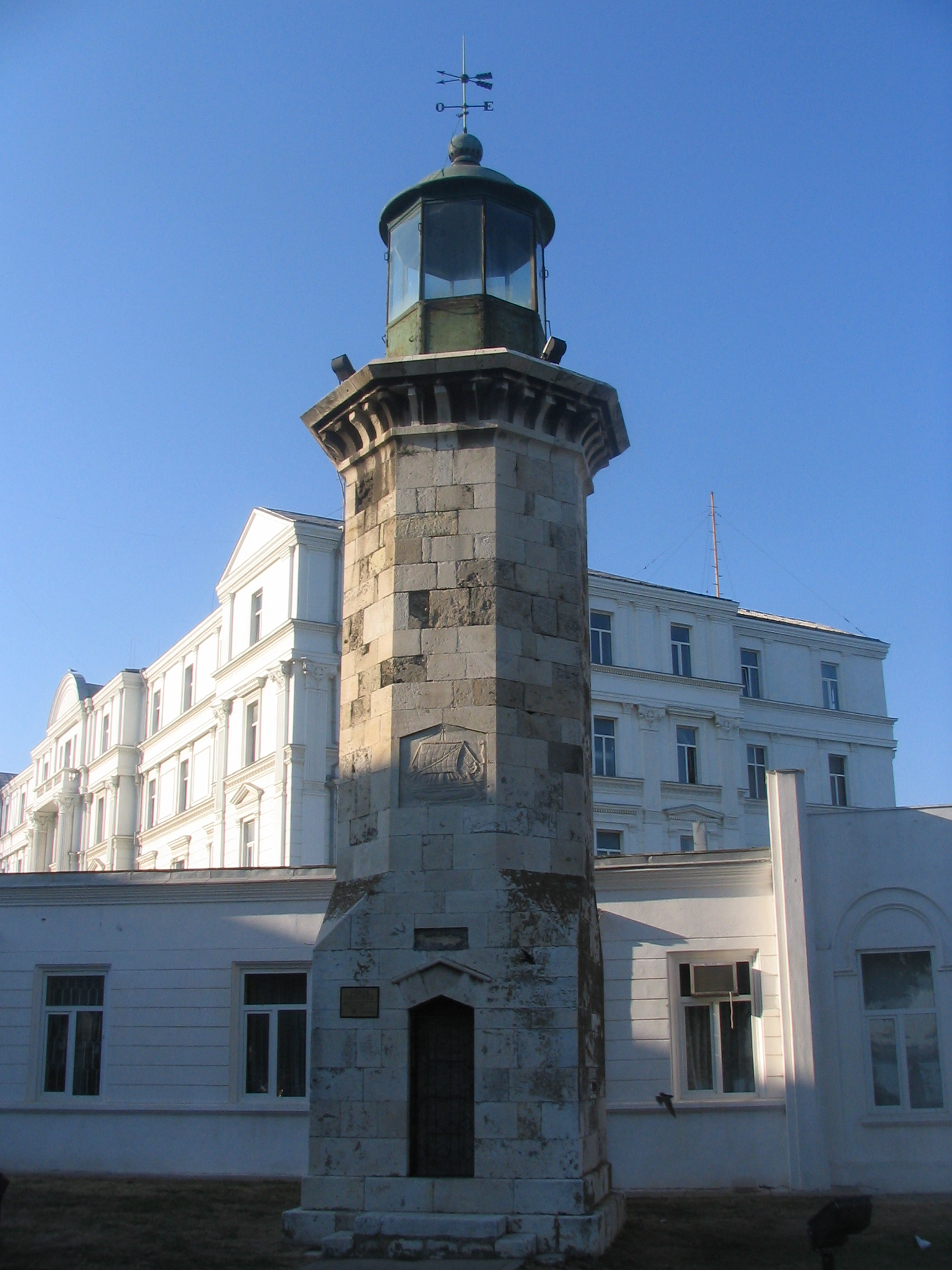
Farul Genovez din Constanța a fost construit în jurul anului 1300 de către genovezii care făceau comerț în port și restaurat între anii 1858-1860.

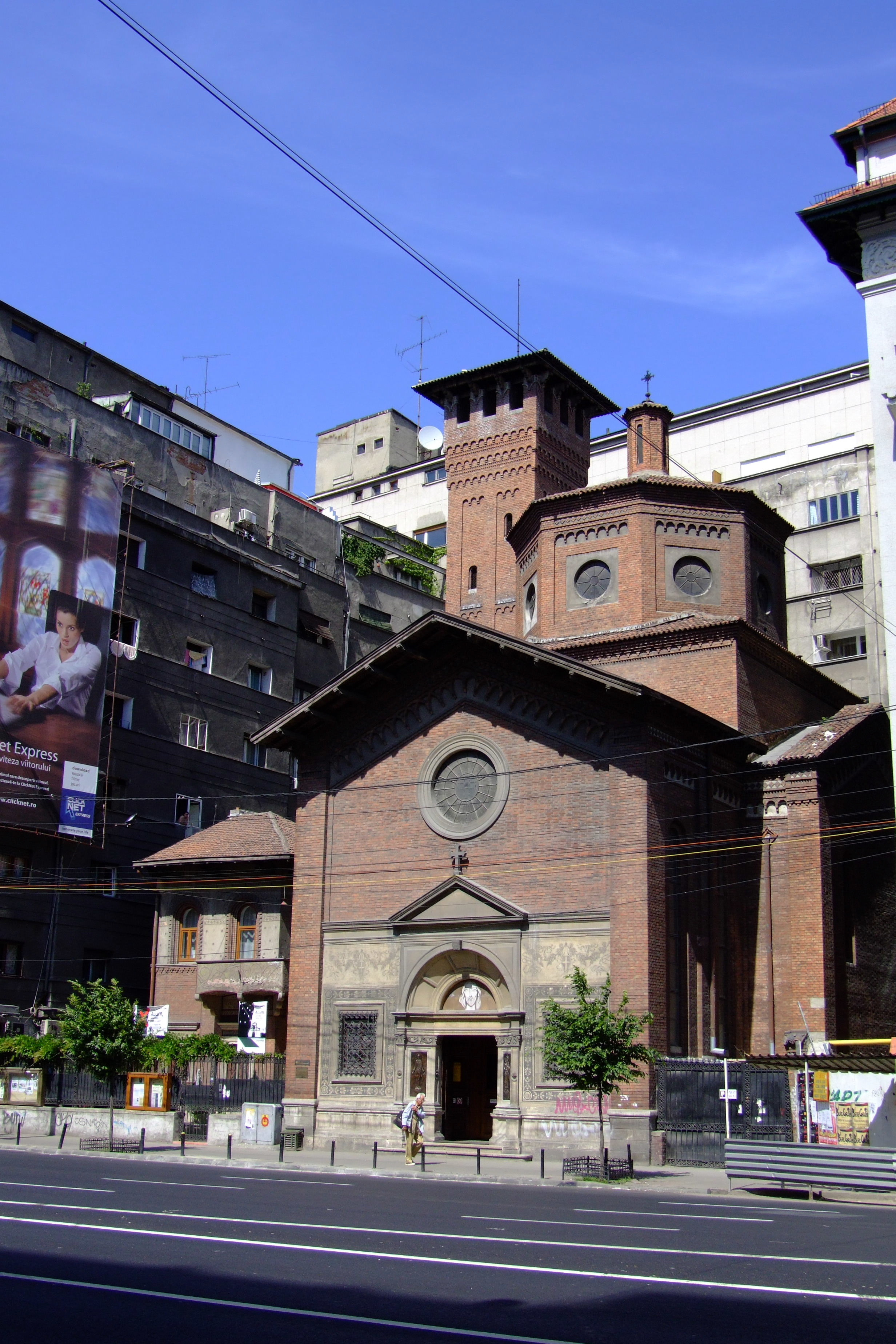
Biserica italiană din București, edificiu construit în anii 1915-1960.

Italienii din România sunt o minoritate etnică numărând 3.203 de persoane, conform recensământului din 2011. Italienii se află dispersați într-un mod relativ uniform pe teritoriul României.

## Istorie
Punct de vedere istoric Republica Genova a fost cea care a stabilit primele contacte între Italia și spațiul românesc în anii 1200-1300, atunci când  Constanța devenise baza comercială a genovezilor. La Constanța a fost construit Farul Genovez, care a rezistat peste timp. Genovezii au fondat mai multe porturi de la gurile Dunării, inclusiv "Vicina" (lângă Isaccea), (Sfântu Gheorghe) și "San Giorgio" (Giurgiu). Imperiul Otoman a distrus aceste așezări. În 1821 un nou val de italieni a ajuns în România, de la Friuli și Veneto.
În unele orașe din Transilvania au existat cartiere italiene, precum Olosigul (Italienimea) și Velența din Oradea. Erudiți din Italia au ocupat funcții de seamă, precum Rogerius, care a devenit canonic, Giorgio Martinuzzi, guvernator etc. În Țara Românească Anton Maria Del Chiaro a ocupat funcția de secretar al domnitorului Constantin Brâncoveanu.

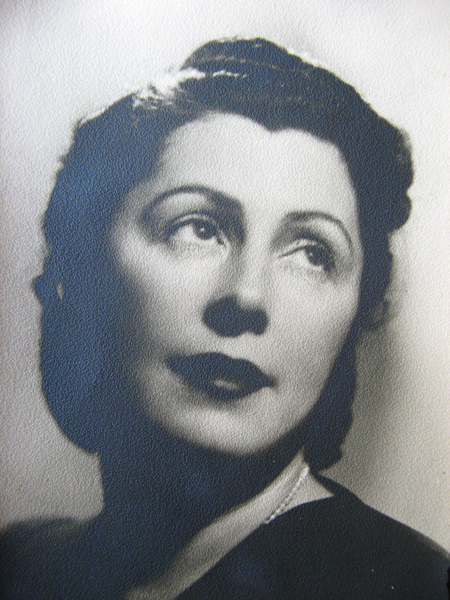
Clemansa (Mansi) Barberis, compozitoare, interpretă la violă, profesor de canto la Conservator. Aceasta din urmă era descendenta unei vechi familii franco-italiene împământenite în Moldova

## Demografie

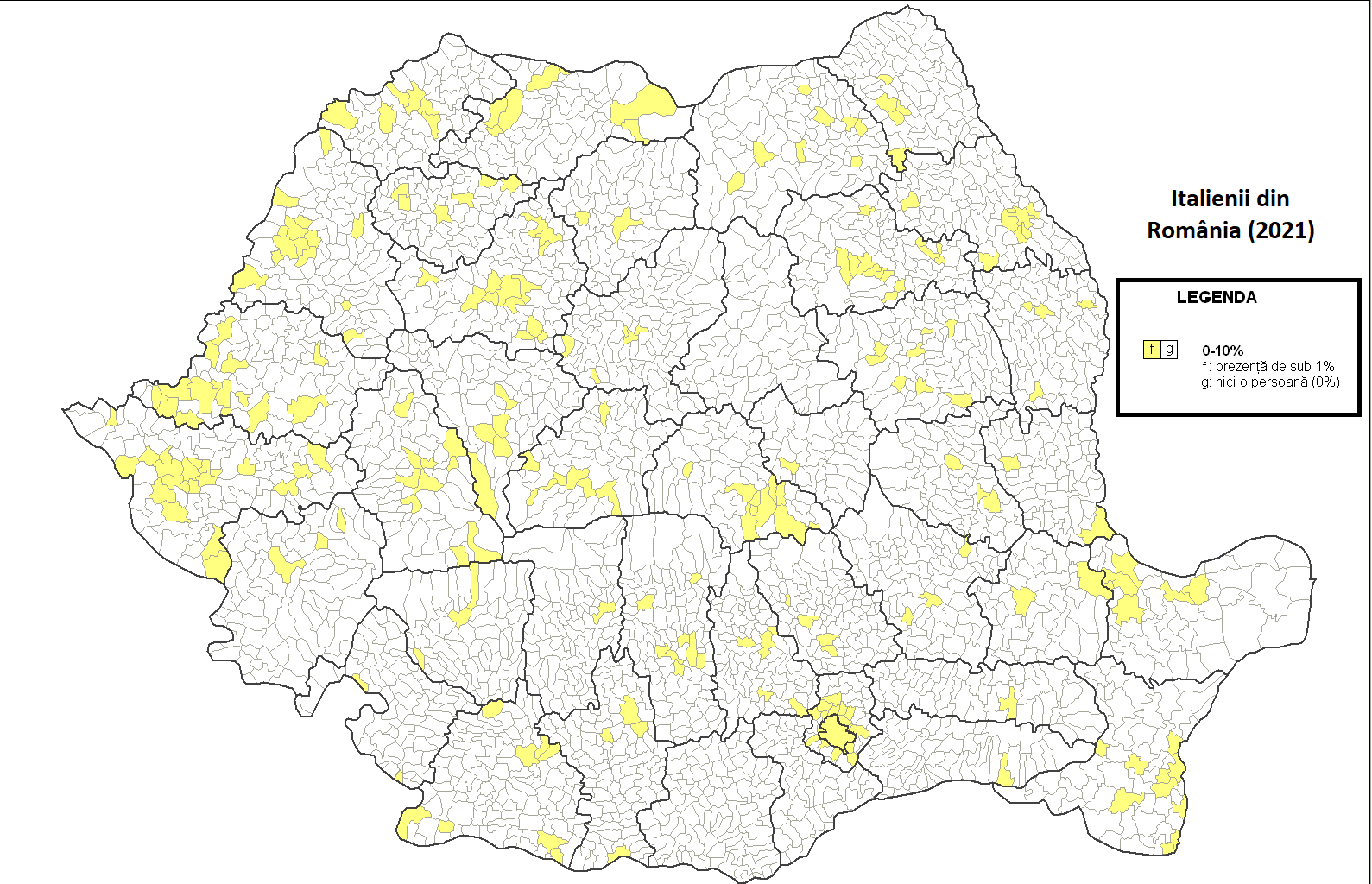
Italienii din România (2021)

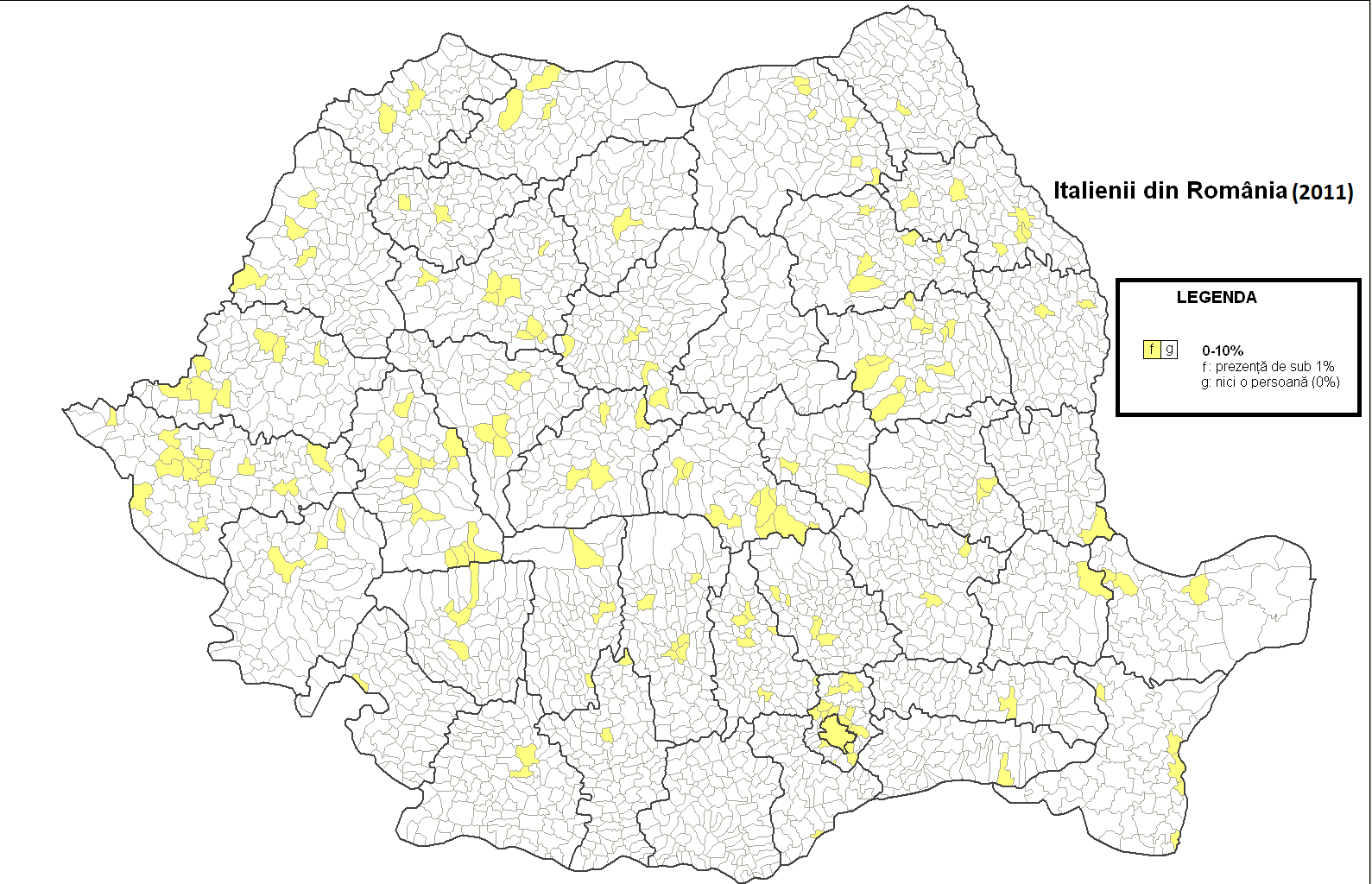
Italienii din România (2011)

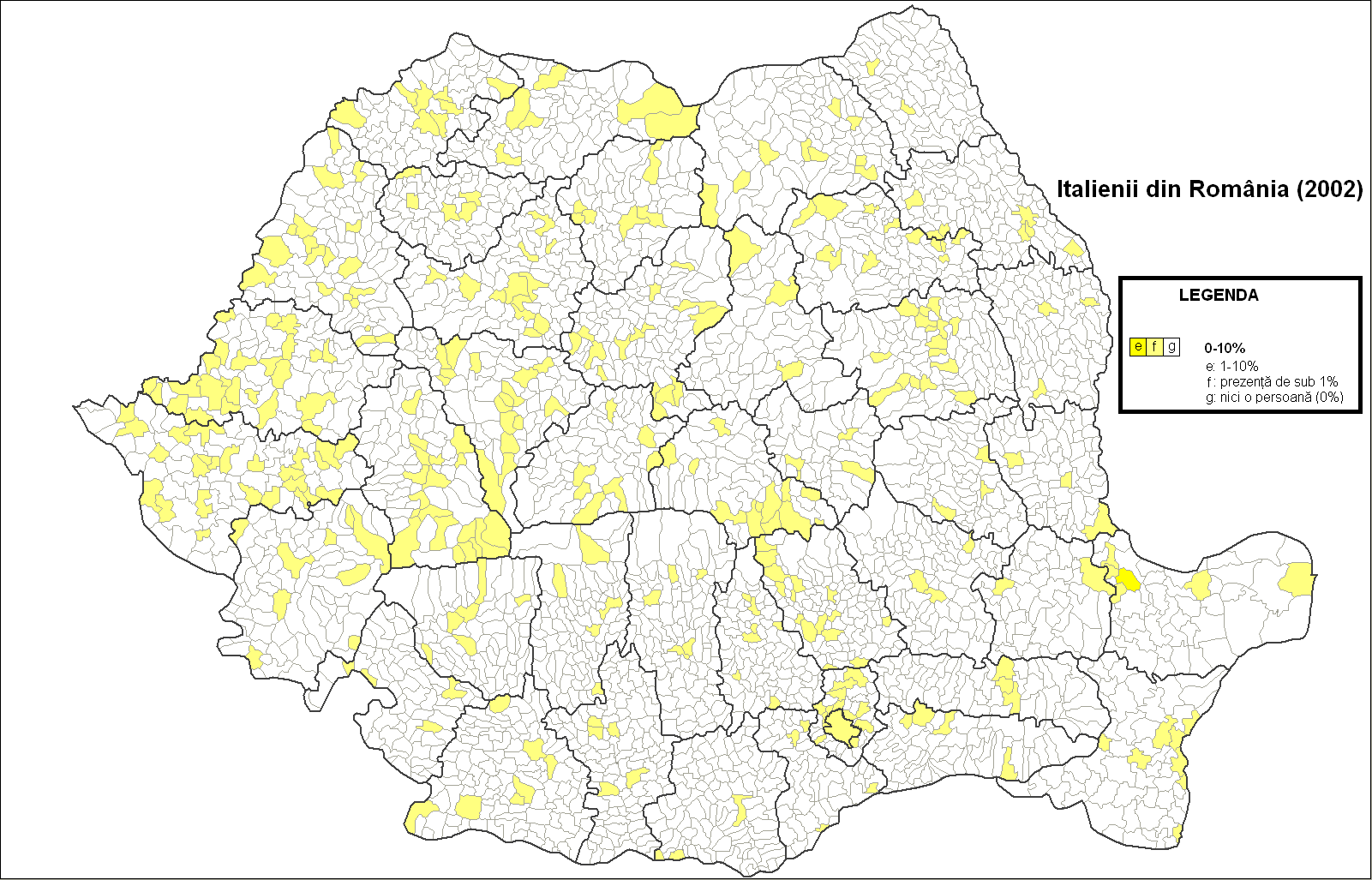
Italienii din România (2002)

„Conform recensământului din Ministerul Afacerilor Externe ("Ministero Affari Esteri"), numărul de emigranți italieni în România a crescut de aproape zece ori mai mult de trei decenii, crescând de la 830 în 1871 la mai mult de 8.000 în 1901. A continuat și în perioada dintre cele două războaie mondiale (unele estimări au calculat prezența în România, în 1935, aproximativ 60.000 italieni), emigrarea a fost treptat în criză de după 1940.”

## Personalități italiene în România

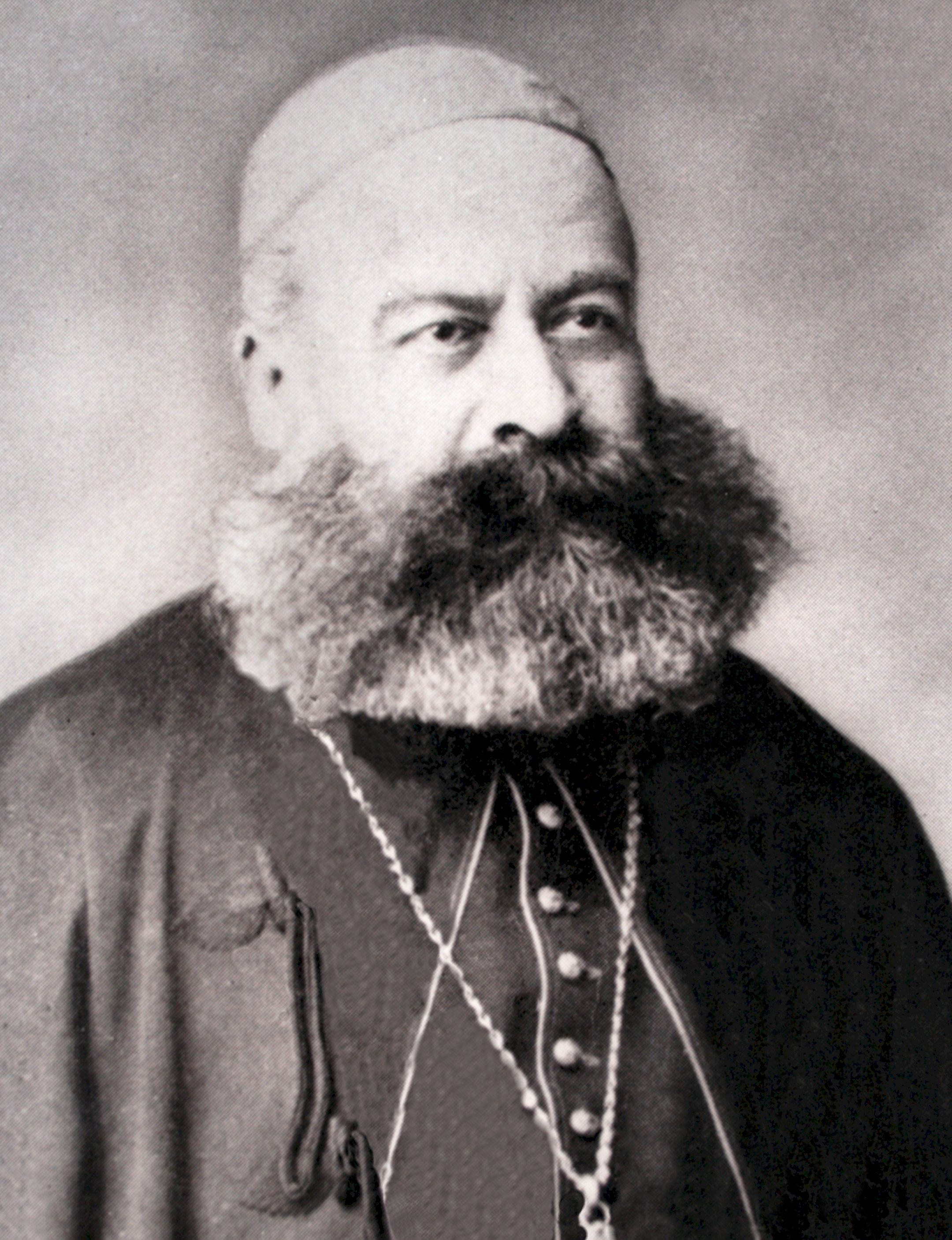
Ignazio Feliciano Paoli, primul arhiepiscop al Arhidiecezei de București

Italienii în România au îmbrățișat diverse activități și meserii încă din Evul Mediu: muzicieni, actori, medici, ziariști, pictori, oameni de litere, profesori. Un descendent de imigranți italieni, Theodor Rosetti, a fost un jurist și om politic român, prim-ministru al României în perioada 1888-1889 și membru de onoare al Academiei Române.
Primul episcop romano-catolic de București a fost Ignazio Feliciano Paoli, cel care a inițiat introducerea calendarului gregorian în România. Tot Paoli a ctitorit Catedrala Sfântul Iosif din București.
Printre personalitățile italiene din România se numără Adrian Marino, Vintilă Cossini, Florin Bogardo, Mansi Barberis, Sorana Coroamă-Stanca, Alexandru Pesamosca, Ivanca Olivotto, Amelio Olivotto, Nicolo Girardi, Dante Viecelli, Virgil Toso, Puschiazis Vicenzo, Mădălina Coracin, Mihaela Profiriu Mateescu-Culluri, Horia Moculescu, Mișu Fotino, Angela Tomaselli, avocatul și fostul deputat Mircea Grosaru ce in anul 2009 a fost decorat de Președintele Italiei Giorgio Napolitano cu Ordinul Steaua Italiei in rang de Cavaler, precum și avocatul și deputatul Andi-Gabriel Grosaru, căruia, în anul 2015, Ambasada Italiei la București împreună cu Ministerul Afacerilor Externe si Cooperării Internaționale, i-au acordat o frumoasă mențiune și a fost inclus în registrul italieniștilor editat de către Farnesina, pentru eforturile și implicarea sa activă în apărarea, revitalizarea, conservarea și promovarea identității, culturii, istoriei și civilizației italiene în România.

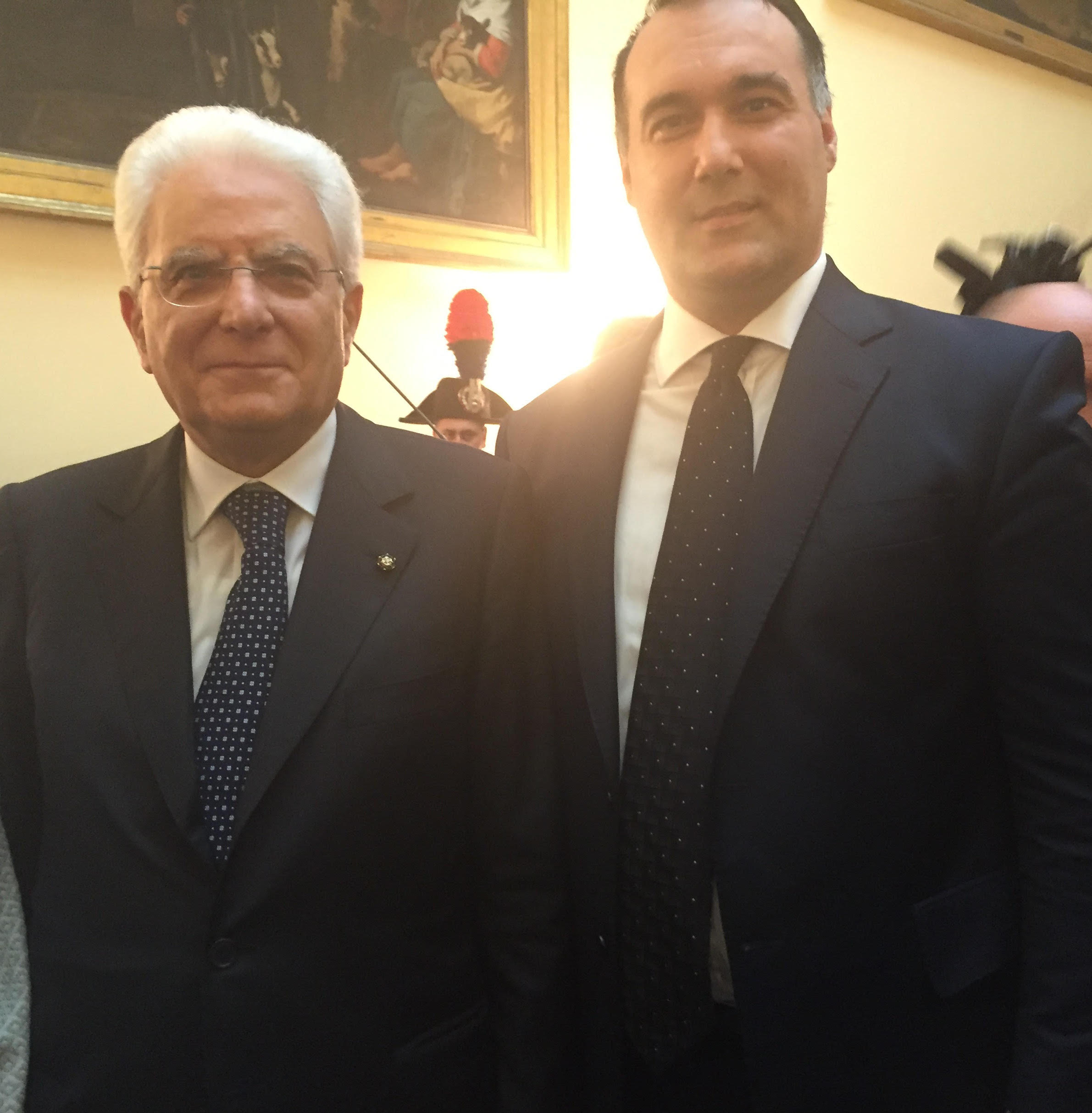
Președintele Republicii Italiene Sergio Mattarella cu deputatul Andi Gabriel Grosaru la București in 2016

La sate se întâlnesc italieni în zone de câmpie sau de munte unde au lucrat ca agricultori, muncitori forestieri, mineri sau la exploatările de piatră, ca cioplitori în piatră. Azi mai pot fi găsiți la Cataloi, jud. Tulcea, urmașii lucrătorilor din carierele de piatră de la Iacobdeal și Turcoaia, apoi la Câmpulung Muscel, la Nucșoara și Albești.
Modesto Gino Ferrarini a scris în cartea sa "Istorioare din viața etnicilor italieni în România" că aceștia sunt urmașii unor constructori, specialiști în construcții de tunele, viaducte, ba chiar și cioplitori de piatră, veniți din Belluno. Italienii au lucrat și în minele din Tg. Ocna, județul Bacău.
Harnici agricultori, grădinari și viticultori pot fi întâlniți și azi în Dobrogea și Banat. Să ne amintim de o veche și "importantă colonie din Dobrogea, cea de la Cataloi, cu oameni harnici, friulani de origine, care pe la 1888 au luat în arendă de la guvernul român peste opt mii de hectare de teren de pădure, le-au desțelenit și le-au cultivat cu viță de vie și cereale". Aceștia au alcătuit una din cele mai unite și stabile comunități din zonă.
Integrarea rapidă în viața socială din România a fost posibilă și pentru că au fost purtătorii unor valori de care era atâta nevoie într-un timp, aici. Au fost buni constructori și meseriași. Un exemplu edificator ar fi cel al lui Osvaldo Zuliani care împreună cu soția sa Anna Crovato și cei doisprezece copii ai lor s-au ocupat de construcții. Ei au avut o mică fabrică de ciment în orașul Focșani și o antrepriză. Numeroase și importante sunt obiectivele realizate de aceștia în oraș și în împrejurimi.

## Reprezentarea politică
Până în februarie 2014 președintele Asociației Italienilor din România-RO.AS.IT. a fost Mircea Grosaru, el fiind și reprezentantul la acea vreme al minorității italiene în Parlamentul României. În realitate a fost cel de-al treilea deputat al minorității italiene, câștingând mandatul pierdut cu ocazia alegerilor parlamentare din anul 2000 conform Deciziei C.E.D.O.- Strasbourg - 25 nov. 2008 în Dosarul nr. 78039/2001, Grosaru împotriva României. A câștigat încă trei mandate de deputat cu ocazia alegerilor din 2004, 2008 și 2012. În prezent, președintele Asociației Italienilor din România - RO.AS.IT. este Ioana Grosaru. 
Predecesorii săi au fost: Iuliano Valentin (mandatul 1992 - 1996), Marilena Tomov (mandatul 1996 - 2000) și Ileana Stana-Ionescu (mandatul 2000 - 2004).
Asociația Italienilor din România-RO.AS.IT., a luat ființă în urmă cu mai bine de douăzeci de ani, la inițiativa unor etnici italieni care au dat un anunț într-un ziar local. Obiectul de activitate consta în prezentarea de filme documentare, în organizarea de expoziții de fotografie, grafică și pictură, de cursuri de limbă, cultură și civilizație italiană etc.
Din decembrie 2014 până în ianuarie 2022 a fost membră a Partidului Democrat European.